# БНТ 4
БНТ 4 (изписвано още и на английски: BNT 4) е национална обществена телевизионна програма на Българската национална телевизия, предназначена основно за българите, живеещи в чужбина.
Първото излъчване на програмата е на 2 май 1999 г. под името „ТВ България“, което не бива да се бърка с кабелния канал „България Кабел“, понякога изписван и като България ТВ. Първият програмен директор на „ТВ България“ е Агнеса Василева. В началото програмата стартира с повторения на най-доброто от фонда на БНТ, на български игрални филми и на музикални програми. Музикалният сигнал на канала „Я кажи ми облаче ле бяло“ е записан специално от Теодосий Спасов. „ТВ България“ реализира и много успешни собствени продукции – „Посланици на България“, и „Полет над нощта“. Каналът излъчва и баскетбол и волейбол. От средата на юни 2005 г. сателитния канал излъчва обновена целодневна програма, с нови предавания и нова визия. От 14 септември 2008 г. името на „ТВ България“ е променено на „БНТ Сат“. От 20 декември 2010 каналът е преименуван на „БНТ Свят“. На 10 септември 2018 г. новото ръководство на БНТ взема решение за промяна наименованието на програмата от „БНТ Свят/BNT World“ на „БНТ 4/BNT 4“.
„БНТ 4“ се излъчва от спътник за цяла Европа, а част от програмите (след 20:40 ч.) се ретранслират от останалите телевизионни канали на БНТ.